# 糸魚川市消防本部
糸魚川市消防本部（いといがわししょうぼうほんぶ）は、新潟県糸魚川市の消防部局（消防本部）。管轄区域は糸魚川市全域。

## 概要
- 消防本部：糸魚川市南寺島2丁目10-20
- 管内面積：746.24km2
- 職員定数：93人
- 消防署1か所、分署2か所、分遣所1か所
- 主力機械（2024年4月1日現在）
  - 普通消防ポンプ自動車：4
  - 水槽付消防ポンプ自動車：2
  - はしご付消防自動車：1
  - 化学消防自動車：1
  - 小型動力ポンプ付水槽車：1
  - 救急自動車：6
  - 大型救急車：1
  - 救助工作車：1
  - 指揮車：1
  - 広報車：1
  - 防災車：1　
  - 放水体験車︰1
  - 資機材搬送車：1

## 沿革
- 1976年4月1日　糸魚川市、西頸城郡能生町及び青海町の1市2町が一部事務組合の糸魚川地域消防事務組合を設立し、2署1分遣所2分所体制で発足する。
- 1976年5月22日　能生分遣所で救急業務を開始する。
- 1979年6月7日　能生分遣所が能生消防署に昇格する。
- 1985年10月1日　糸魚川消防署第一分署を開設する。
- 1991年4月9日　糸魚川消防署第一分署で救急業務を開始する。
- 1992年10月1日　機構改革に伴い、1署2分署1分遣所体制となる。
- 1997年4月1日　糸魚川地域広域行政組合に改称する。
- 2004年2月1日　新消防本部庁舎・防災センターが落成し、開庁式が行われる[1]。
- 2005年3月19日　糸魚川市、能生町及び青海町の新設合併に伴い、新たな糸魚川市が発足する。糸魚川市消防本部を設置する。

## 組織
- 本部 - 防災室、消防室
- 消防署

## 消防署
| 消防署         | 住所             | 分署                                       | 分遣所              |
| -------------- | ---------------- | ------------------------------------------ | ------------------- |
| 糸魚川市消防署 | 南寺島2丁目10-20 | 能生：大字能生1941-2 青海：大字青海4648-11 | 早川：大字道明443-1 |